# Armoriale dei comuni dell'Uusimaa orientale
Questa pagina contiene le armi (stemma e blasonatura) dei comuni finlandesi appartenenti alla regione dell'Uusimaa orientale.
|  | Uusimaa orientale Sinisellä pohjalla kolme hopeista liekkiä. (d'azzurro, a tre fiamme ondeggianti d'argento ordinate in fascia) |

## Comuni e città attuali
| Stemma | Nome del comune e blasonatura |
| ------ | --- |
|        | Askola Hopeakentässä myllynkivi, josta kasvaa kolme ruusua; kaikki punaista. (d'argento, alla mola di rosso, da cui nascono tre rose dello stesso) |
|        | Lapinjärvi Hopea-sinihalkoinen kilpi, kummassakin kentässä vuorovärinen kärki, josta nousee apilaristi. (partito d'argento e d'azzurro, a due pile rovesciate cimate da una croce trifogliata, dell'uno nell'altro)                                                                          |
|        | Liljendal Kilpi sini-hopeakatkoinen, yläkentässä kaksi hopeista siipeä, alakentässä kolme sinistä liljaa asetettuina 2 + 1. (troncato d'azzurro, a due ali d'argento, e d'argento, a tre gigli d'azzurro)                                                                                    |
|        | Loviisa Sini-kultakatkoinen kilpi. Sinisessä kentässä kaksi kultaista tykkiä ristikkäin ja kultaisessa kentässä musta ankkuri. (troncato d'azzurro, a due cannoni d'oro posti in decusse, e d'oro, all'ancora di nero)                                                                       |
|        | Myrskylä Sinisessä kentässä hopeinen honka palkeittain. (d'azzurro, al pino sradicato d'argento posto in banda) |
|        | Pernaja Hopeakentässä lakio ja vinoristi, molemmat punaiset, lakiossa kaksi aurankärkeä ja niiden välissä kuusisakarainen tähti; kaikki hopeaa. (d'argento, al capo-croce di Sant'Andrea di rosso, col capo caricato di una stella a sei punte, accostata da due vomeri, il tutto d'argento) |
|        | Porvoo Sinisessä kentässä hopeinen, tulusraudanmuotoinen C-kirjain. (d'azzurro, alla lettera C d'argento, a forma di pietra focaia) |
|        | Pukkila Sinisessä kentässä hopeinen pukinpää. (d'azzurro, alla testa strappata d'ariete d'argento) |
|        | Ruotsinpyhtää Sinisessä kentässä alainen aaltokoroinen hirsi, jonka yläpuolella vino vasararisti; molemmat kultaa. (d'azzurro, alla fascia ondata abbassata d'oro, sormontata da una croce in decusse potenziata dello stesso)                                                               |
|        | Sipoo Mustassa kentässä aaltokoroinen, alainen hirsi ja yläpuolella sudenpää; kaikki hopeaa. (di nero, alla fascia ondata abbassata d'argento, sormontata da una testa strappata di lupo dello stesso)                                                                                       |

## Municipalità disciolte e vecchie blasonature
| Stemma | Nome del comune e blasonatura |
| ------ | --- |
|        | Porvoon maalaiskunta Punaisessa kentässä kolme kultavaruksista hopealohta asetettuina hirsittäin alatusten. (di rosso, a tre salmoni d'argento, alettati d'oro, posti in fascia uno sull'altro) |